# Michael Chapdelaine
Michael Chapdelaine (San Diego, 15 settembre 1956 – Denver, 16 novembre 2023) è stato un chitarrista e insegnante statunitense, tra i più famosi al mondo nella tecnica del fingerstyle.
Fu docente di musica presso la Università del Nuovo Messico.

## Discografia
- The dbx Reels (1989)
- Mexico (1992)
- Time-Life Music's "with love" (1995)
- Land of Enchantment (1998)
- Spanish Roses (1999)
- Yamaha Sampler (2001)
- Replay (2001)
- Bach Is Cool (2004)
- Guitar for Christmas (2003)
- Portrait de Femme (2005)
- Grapevine Reserve (2005)
- Guitar Man (2008)